# 野牛坪乡
野牛坪乡，是中华人民共和国四川省凉山彝族自治州会东县曾经下辖的一个乡。2019年12月，撤销野牛坪乡，将其所属行政区域划归溜姑乡管辖。

## 行政区划
野牛坪乡撤销前下辖以下地区：
野牛坪村、官村村、干盐井村、甘田坝村、大梨树村和陈家湾村。